# Eriococcus tripartitus
Eriococcus tripartitus är en insektsart som först beskrevs av Fuller 1897.  Eriococcus tripartitus ingår i släktet Eriococcus och familjen filtsköldlöss. Inga underarter finns listade i Catalogue of Life.